# 山崎産業
山崎産業株式会社（やまざきさんぎょう YAMAZAKI Corporaton）は、大阪府大阪市浪速区に本社を置く業務用、家庭用環境用品・清掃用品等の開発・製造・販売をおこなう会社である。

## 概要
「コンドル」ブランドで知られる清掃用品の大手。フローリングワイパー、モップやダスターからバスマット、玄関マット、ダストボックス、ベンチに至るまで総合環境用品の製造メーカーとして知られる。特に2002年以降は福建省を中心に中国へ進出、事業を積極的に展開している。かつてのスローガンは「住まいのお化粧用品」だった。
近年はお風呂洗いの「ユニットバスボンくん」やバスマット「SUSU」が有名
他にもビルの屋上の緑化をすすめ、ヒートアイランド化を防止する軽量・薄層タイプの「屋上緑化用栽培マット」や医療・介護用品といった製品も開発している。
また、かつてよみうりテレビ制作・日本テレビ系で放映されていた『どっちの料理ショー』に一時期だけスポンサーとして参加していたことがある。

## 歴史
- 1940年 - 大阪市浪速区に山崎正三商店を創業。
- 1949年 - 設立。
- 1972年 - 本社に大型コンピュータを導入。
- 1982年 - 本社機能の一部を心斎橋プラザビル東館に移転。
- 2002年 - 環境マネジメントシステムISO14001認証取得
- 2006年 - 品質マネジメントシステムISO9001認証取得
- 2007年 - 本部機構を大阪市浪速区に移転

## 営業所
- 札幌営業所（札幌市白石区）
- 仙台営業所（仙台市若林区）
- 宇都宮営業所（宇都宮市）
- 東京営業所（東京都江東区）
- 新潟営業所（新潟市中央区）
- 金沢営業所（金沢市）
- 名古屋営業所（名古屋市中村区）
- 大阪営業所（大阪市浪速区）
- 広島営業所（広島市安佐南区）
- 高松営業所（高松市）
- 福岡営業所（福岡市中央区）
- 熊本営業所（熊本市西区）
- 沖縄営業所（那覇市）

## 工場
- 伊丹工場（兵庫県伊丹市）
- 岡山工場（岡山県美作市）
- 栃木工場（栃木県那須塩原市）

## 海外子会社
- 康多楽有限公司（中華人民共和国　福建省）
- CONDOR VIETNAM Co.,lTD（ベトナム社会主義共和国　ビンズオン省）

## 配送
- 栃木流通センター（栃木県那須塩原市）
- 東部流通センター（東京都江東区）
- 本部流通センター（兵庫県伊丹市）
- 西部流通センター（岡山県美作市）